# Escuela Superior Politécnica del TecnoCampus
La Escuela Superior Politécnica del TecnoCampus, antiguamente Escuela Universitaria Politécnica de Mataró, perteneció al ayuntamiento de Mataró hasta el año 2009. En el año 2009 fue subrogada a la Fundación Tecnocampus. Fue creada en 1982 como Escuela Universitaria de Ingeniería Técnica Industrial y en ella estudian alrededor de 900 alumnos. Esta escuela está adscrita a la UPF. 
La directora actual es la profesora Ester Bernadó.
Hasta el curso 2013-2014 estaba adscrita a la Universidad Politécnica de Cataluña (UPC).

## Ubicación y datos de contacto
Av. Ernest Lluch 32, Porta Laietana
08302 Mataró
Teléfono:(+34) 93 741 50 75
A partir del curso académico 2010-11, la EUPMT se trasladó al recinto universitario y científico TecnoCampus. Hasta dicha fecha estuvo situada en la Avda. Puig i Cadafalch 101-111, de Mataró.

## Especialidades
Estudios en extinción
- Ingeniería Técnica Industrial, Electrónica
- Ingeniería Técnica en Telecomunicaciones, Telemática
- Ingeniería Técnica en Informática de Gestión
- Graduat en Mitjans Audiovisuals

Estudios oficiales impartidos (adaptados al EEES):
- Grado en ingeniería mecánica
- Grado en Ingeniería electrónica industrial y automática
- Grado en Informática de gestión y sistemas de información
- Grado en medios audiovisuales
- Grado en Disseño y Producción de Videojuegos

Dobles titulaciones (Grados):
- Doble titulación en Ingeniería Mecánica e Ingeniería Electrónica

- Doble titulación en Ingeniería Informática y Diseño y Producción de Videojuegos

## Grupos de investigación
- Grup de Recerca en Tractament de senyal
- NETLAB
- CITAP
- Centre de Coneixement Urbà (CCU)
- Electrònica de Potència
- Centre de Competències per la integració (CCI)
- GREBITECH
- Grup de Recerca en Innovació i Competitivitat Territorial (GRIC)

## Directores del centro
Por orden cronológico, los directores del centro fueron:
- Josep Maria Canal (1982 - 1985)
- Santi Ortego (1985 - 1991)
- Jordi Sardà (1991 - 1993)
- Pedro Gómez ( 1993 - 2000)
- Joan Gil ( 2000 - 31/8/2009)
- Marcos Faundez (1/9/2009- 16/4/2018)
- Ester Bernadó (17/4/2018-actualmente)